# Aron Gurwitsch
Aron Gurwitsch (Vilnius, 17 gennaio 1901 – Zurigo, 25 giugno 1973) è stato un filosofo e fenomenologo lituano.

## Biografia
Nel 1906 la sua famiglia traslocò a Danzica; qui Aron Gurwitsch ottenne la maturità nel 1919. Di seguito iniziò gli studi di filosofia a Berlino. Nel 1920 si trasferì a Francoforte sul Meno, inizialmente per studiare medicina e matematica, e poi anche filosofia.
Gurwitsch entrò in contatto con Edmund Husserl tramite Carl Stumpf, e studiò con lui a Friburgo in Brisgovia tra il 1921 e il 1922. Sempre guidato da Stumpf, Gurwitsch continuò i suoi studi prima a Francoforte e poi a Berlino, con Max Wertheimer e Wolfgang Köhler, due tra i principali esponenti della psicologia gestaltistica del tempo, entrambi ex-studenti di Stumpf. Gurwitsch successivamente tenterà di combinare queste due linee, la fenomenologia trascendentale e la psicologia gestaltistica.
Dopo il completamento della sua dissertazione nel 1928 con Max Scheler e, dopo la morte di questi, con Moritz Geiger, Gurwitsch volle continuare le sue ricerche sulla fenomenologia sociale, ma questo gli fu impedito dall'avvento del nazismo. Fino alla sua emigrazione nel 1933 aveva lavorato (grazie ad una raccomandazione di Husserl e di Geiger) per il ministero della scienza prussiano e come assistente di Geiger a Gottinga. Tra il 1933 e il 1940 insegnò alla Sorbona a Parigi prima di lasciare definitivamente l'Europa per gli Stati Uniti. Dopo essere stato ospite della Johns Hopkins University a Baltimora per due anni accademici, fu assunto come docente di fisica alla Harvard University. Nel 1947 divenne professore di matematica presso il Wheaton College a Norton, e nel 1948 professore supplementare per matematica a Waltham. Dal 1951 fu professore straordinario alla Brandeis University.
Nel 1958 tornò in Germania come professore in visita all'università di Colonia. Un anno dopo fu nominato professore ordinario per la cattedra di filosofia alla Graduate Faculty of Political and Social Science, New School for Social Research, New York.
Dal 1929 era sposato con Alice Stern.

## Scritti
- "On the Intentionality of Consciousness", in "Philosophical Essays in Memory of Edmund Husserl". Edited by Marvin Farber, pp. 65–83. Cambridge: Harvard University Press, 1940.
- "A Non-Egological Conception of Consciousness", in "Philosophy and Phenomenological Research", Vol. 1 (1941), 325-338.
- "On the Object of Thought", in "Philosophy and Phenomenological Research", Vol. 7 (1947), 347-356.
- "The Phenomenological and Psychological Approach to Consciousness", in "Philosophy and Phenomenological Research", Vol. 15 (1955), 303-319.
- "Théorie du champ de la conscience", tradotto da Michel Butor. Bruges et Paris: Desclée de Brouwer, 1957. (Titolo dell'edizione inglese: "The Field of Consciousness". Pittsburgh: Duquesne University Press, 1964. Trad.uzione per l'edizione in tedesco: "Das Bewußtseinsfeld". Berlin: de Gruyer, 1974. Traduzione per l'edizione in spagnolo: "El campo de la conciencia: Un análisis fenomenológico". Trad. Jorge García-Gómez. Madrid: Alianza Editorial. 1979.)
- "La Conception de la conscience chez Kant et chez Husserl", in "Bulletin de la Société Française de Philosophie", Vol. 54 (1960), 65-96.
- "The Commonsense World as Social Reality - A Discourse on Alfred Schutz", in Social Research, Vol. 29 (1962), 50-72.
- "Der Begriff des Bewußtseins bei Kant und Husserl." Kant-Studien, 55 (1964), 410-27.